# Dourados (tiểu vùng)
Dourados là một tiểu vùng thuộc bang Mato Grosso do Sul, Brasil. Tiều vùng này có diện tích 37359 km², dân số năm 2007 là 407748 người.